# Angelo Zanelli
Angelo Bortolo Zanelli (San Felice del Benaco, 17 marzo 1879 – Roma, 9 dicembre 1942) è stato uno scultore italiano.

## Biografia
Nacque a Palazzo Rotingo, nel cuore del suo comune natale. Frequentò dapprima la bottega di Pietro Faitini a Brescia, ottenuta una pensione triennale poté studiare all'Accademia di belle arti di Firenze. Nel 1904 si trasferì a Roma, dove incontrò Felice Carena, con cui strinse una profonda amicizia. Nel 1909 sposò in Russia la pittrice lettone Elisabetta Kaehlbrandt dalla quale ebbe la figlia Maddalena. Vinse l'appalto per la realizzazione di sculture al Vittoriano, sua opera principale, dove lavorò fino al 1925. Presidente dell'Accademia di belle arti di Roma nel 1931 e accademico d'Italia nel 1938, lavorò soprattutto per opere pubbliche, ma non disdegnò gli incarichi privati. L'artista è conosciuto anche all'estero: nel 1928 creò le monumentali sculture di bronzo che scortano l'entrata del Campidoglio all'Avana. La colossale statua della Repubblica che fu divisa in tre parti per il suo trasporto a Cuba. Tra le sue opere vi sono anche i monumenti ai caduti a Imola e Bologna. Morì a Roma nel 1942. Gli sono state state intitolate una via di Brescia e una piazza a Salò.

## Monumenti

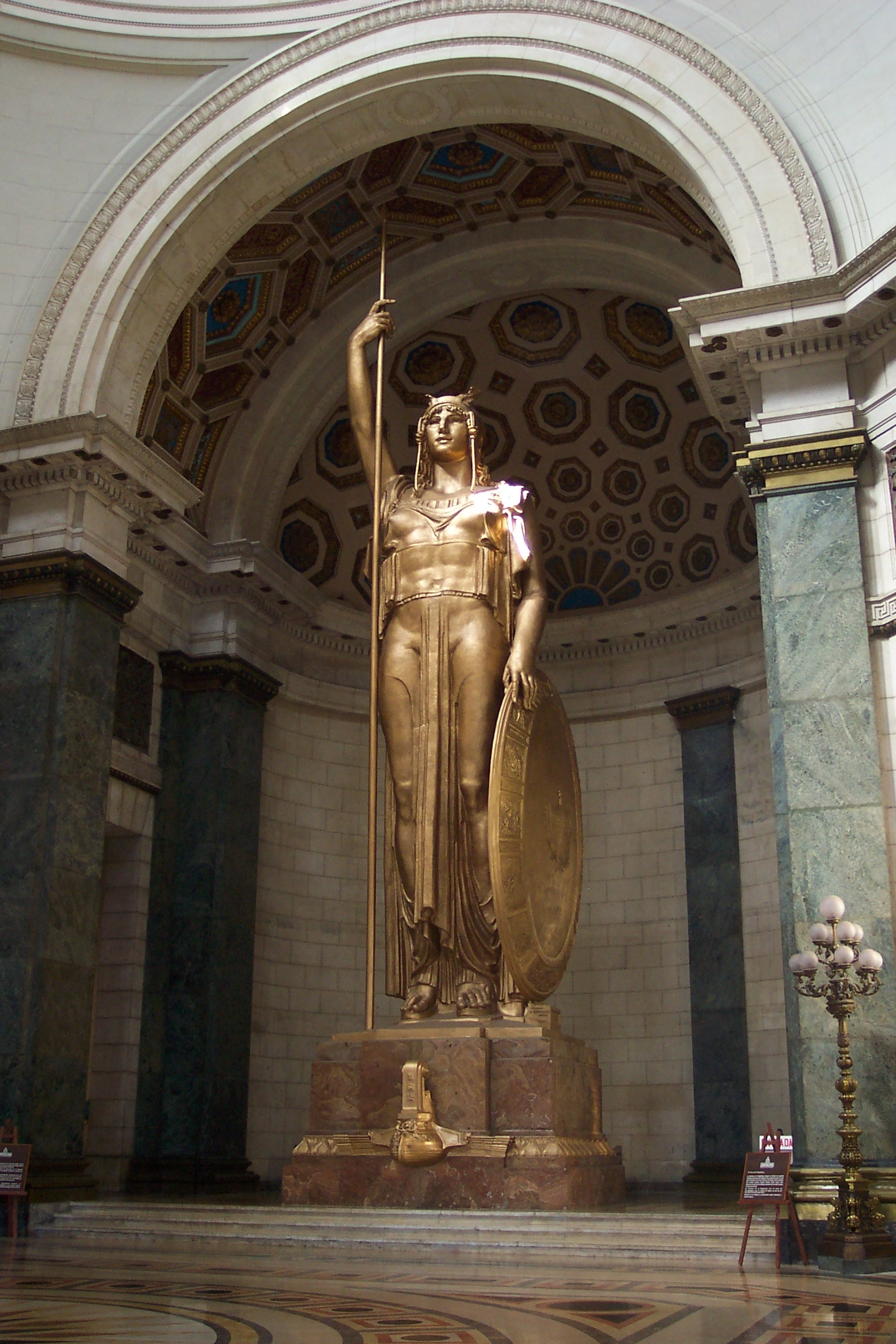
Statua della Repubblica, Campidoglio a L'Avana - Cuba di Angelo Zanelli

- Statua bronzea di Giuseppe Zanardelli[4] (1905) sul lungolago di Salò
- Monumento a Gasparo da Salò[4] (1908) nel municipio di Salò
- Monumento ai caduti di Tolentino
- Sculture al Vittoriano (1925), Roma
- Monumento al Milite Ignoto (1928), Imola
- Statua della Repubblica, Campidoglio dell'Avana, Cuba
- El Trabajo (1929), Campidoglio dell'Avana, Cuba
- La Virtud Tutelar (1929), Campidoglio dell'Avana, Cuba
- Statua di Artigas (1929), nella Piazza Independencia di Montevideo, Uruguay
- Monumento ai caduti (1930) sul Lungolago di Salò
- Monumento a re Fu'ad I d'Egitto opera rimasta incompiuta alla sua morte